# Cztery święte miasta judaizmu
Cztery święte miasta judaizmu (hebr. ארבע ערי הקודש) jest określeniem występującym w judaizmie i odnoszącym się do Jerozolimy, Hebronu, Safedu i Tyberiady.
Te cztery miasta były głównymi ośrodkami życia żydowskiego po podboju osmańskim Palestyny w 1517 roku. Jednak określenie "cztery święte miasta judaizmu" zostało wprowadzone przez historyków i nigdy nie odnosiło się do rzeczywistego stanu w judaizmie. W tradycji żydowskiej tylko Jerozolima była uznawana za święte miasto.

## Historia
Koncepcja tzw. "świętych miast judaizmu" powstała około 1640 roku. Początkowo termin ten odnosił się do trzech miast w Ziemi Izraela - Jerozolimy, Hebronu i Safedu. W owym czasie, żydowskie społeczności istniejące w tych miastach zorganizowały stowarzyszenie na rzecz zbierania funduszy (halukka) w diasporze. Wcześniej fundusze takie były zbierane przez różne stowarzyszenia, teraz ustalono, że z Ziemi Izraela będą wysyłani specjalni emisariusze (z każdej z tych miejscowości jeden wysłannik). W 1740 roku do tych trzech miast dołączyła Tyberiada. Wszystkie te cztery miasta były najważniejszymi ośrodkami życia żydowskiego po podboju osmańskim Palestyny w 1517 roku. System zbierania funduszy nie utrzymał się długo, gdyż w pierwszej połowie XIX wieku nastąpiło mocne osłabienie społeczności żydowskiej w Palestynie. Będąc osłabionymi i nielicznymi, palestyńscy Żydzi nie mogli wymusić już scentralizowanego systemu zbierania funduszy. Określenie "cztery święte miasta judaizmu" było używane przez historyków - nigdy nie odnosiło się do rzeczywistego stanu w judaizmie. W tradycji żydowskiej tylko Jerozolima była uznawana za święte miasto.

## Znaczenie religijne miast
Od XVI-XVII wieku znaczenie świętości Ziemi Izraela zostało prawie w całości przeniesione do czterech miast - Jerozolimy, Hebronu, Safedu i Tyberiady.
- Jerozolima jest najświętszym miejscem judaizmu i od X wieku p.n.e. duchowym centrum narodu żydowskiego. W trakcie panowania króla Dawida miejsce to zostało wybrane jako lokalizacja Świątyni Jerozolimskiej, w której składano ofiary wymagane przez Torę[3].
- Hebron jest miejscem pochówku patriarchów i ich żon: Abrahama i Sary, Izaaka i Rebeki oraz Jakuba i Lei. Są oni pochowani w jaskini Makpela. Z tego powodu Hebron jest drugim najświętszym miejscem dla Żydów. Historycznie była to pierwsza stolica króla Dawida.
- Safed zyskał wyjątkowe znaczenie po wydaniu w 1492 roku edyktu o wygnaniu Żydów z Hiszpanii. Do Safedu napłynęli wówczas hiszpańscy Żydzi, którzy uczynili z miasta centrum żydowskiego mistycyzmu koncentrującego się wokół kabały.
- Tyberiada odegrała znaczącą rolę w żydowskiej historii. Po zniszczeniu w 70 roku Świątyni Jerozolimskiej, w Tyberiadzie osiedliło się wielu uczonych rabinów. Masoreci ustalili tutaj tekst masorecki Tanachu i spisali jerozolimski Talmud. W XVIII i XIX wieku w mieście osiedliło się wielu rabinów, dzięki którym Tyberiada stała się centrum żydowskiej nauki